# Magniezia gardei
Magniezia gardei is een pissebed uit de familie Stenasellidae. De wetenschappelijke naam van de soort is voor het eerst geldig gepubliceerd in 1978 door Magniez.